# Carinotetraodon salivator
Espèce
Statut de conservation UICN

 NT  : Quasi menacé
Carinotetraodon salivator est une espèce de poissons d'eau douce de la famille des Tetraodontidae (ordre des Tetraodontiformes).

## Répartition
Ce poisson est endémique de Malaisie. Il n'est présent que dans l’État de Sarawak dans les environs de Kuching et dans le bassin inférieur du Rajang. Son aire totale de répartition est estimée à 6 200 km2.

## Description
Carinotetraodon salivator peut mesurer jusqu'à 40 mm, queue non comprise.

## Classification
Le nom valide complet (avec auteur) de ce taxon est Carinotetraodon salivator Lim (d) & Kottelat, 1995,.

### Étymologie
Son épithète spécifique, salivator, « qui salive », fait référence à la tâche pâle à sa lèvre inférieure qui fait penser à une goutte de salive.

### Publication originale
- (en) Kelvin K. P. Lim et Maurice Kottelat, « Carinotetraodon salivator, a New Species of Pufferfish from Sarawak, Malaysia (Teleostei: Tetraodontidae) », Japanese Journal of Ichthyology, Nihon Gyorui Gakkai (d), vol. 41, no 4,‎ 1995, p. 359-365 (ISSN 0021-5090 et 1884-7374, DOI 10.11369/JJI1950.41.359, lire en ligne).